# Monumento al Papa Juan Pablo II (Roma)
El Monumento al Papa Juan Pablo II, oficialmente llamado "Conversazioni", es una estatua de bronce que representa al Papa Juan Pablo II que se encuentra en la Piazza dei Cinquecento de la Estación de Roma Termini (Roma, Italia).

## Historia
La estatua del Papa Juan Pablo II fue instalada con ocasión de su beatificación el 1 de mayo del 2011. La estatua, modernista, fue inaugurada el 18 de mayo del mismo año. La obra fue realizada por el artista Oliviero Rainaldi, y tiene 5 metros de altura.
El monumento representa al sumo pontífice en una postura característica: con los brazos abiertos hacia adelante. Su manto los cubre y llega hasta el suelo, formando una cavidad que refugia a quien se sitúe bajo la estatua. Sin embargo, la estatua recibió duras críticas tanto de expertos en arte, como de la Santa Sede y de los ciudadanos en general. La polémica principal se basó en el escaso parecido de su rostro con el de Juan Pablo II, que los vagabundos utilizarán la cavidad del manto para dormir en invierno, o incluso que su perfil se parece al de Benito Mussolini. La Santa Sede comunicó que la estatua no responde al modelo original de los bocetos del artista. Debido a esta polémica, el alcalde de Roma rápidamente formó un comité de expertos de arte, autoridades de cultura y eruditos para trabajar con Rainaldi y hacer que la escultura empatara con lo que se había aprobado en los bocetos del artista.
Las modificaciones se enfocaron principalmente en el rostro del Pontífice, su brazo extendido, con su capa abierta, en señal de bienvenida y protección, fue estirada. La figura de bronce en tono verdoso también se igualó, las manchas café oscuro que marcaban la cabeza y la capa fueron eliminadas casi por completo. Además, ahora la estatua tiene su propio pedestal en lugar del parche de pasto y arbusto que lo rodeaba antes, cuando fue inicialmente instalada. La estatua fue desvelada completamente restaurada, el 19 de noviembre de 2012.